# Копанка номер 8
«Шахта номер 8» (, ест. Auk Nr. 8, англ. Pit NO 8) — документальний фільм естонського режисера Маріанни Каат. Події фільму відбуваються у нульових роках в місті Сніжному, Донецької області, в районі "Восьмої шахти", звідки і походить назва фільму, де після закриття шахт ведеться нелегальний видобуток вугілля на шахтах-«копанках», які звуться "дирками".

## Сюжет
Головний герой фільму 15-річний підліток Юра Сіканов, щоб прогодувати себе та двох сестер працює у нелегальній копанці. Батько дітей помер, а мати-алкоголічка їх покинула. Фільм розповідає про певний період життя цієї родини та подальшу долю кожного з її членів.

## Зйомки
Фільм знімався півтора року, знімальна група більше десяти разів приїжджала у Сніжне.
Зйомки фільму викликали розголос у місті. Вже після закінчення зйомок матір дітей позбавили материнських прав. Молодшу сестру Юлю насильно помістили у дитячий будинок, а Юра Сіканов був побитий битами 27 жовтня (була проведена операція із встановленням титанових пластин в щелепно-лицьовому відділенні Макіївської лікарні), півтора місяця переховувався від міліції, після чого був направлений у школу-інтернат.
Міністерством культури України цей фільм не було допущено до українського прокату.

## Участь у фестивалях
- 14th Tallinn Black Nights Film Festival, 2010, Special Mention
- Official Selection Crossing Europe Film Festival, Austria, 2011
- Official Selection Cape Winelands Film Festival, South Africa, 2011
- Official Selection One World Romanian Doc Film Festival, 2011
- Official Selection Hot Docs Canadian International Documentary Film Festival, 2011
- Official Selection Full Frame Documentary Film Festival, USA, 2011
- ZAGREBDOX International Documentary Film Festival, Croatia, Special Mention by the Jury «Movies that matter», 2011

В Україні фільм мав брати участь у фестивалі Docudays UA у 2012 році, але в останній момент показ було заборонено. Маріанна Каат вважає заборону на показ фільму політичним замовленням.

## Наслідки для головного героя
Після зйомок фільму у головного героя Юрія Сіканова почалися проблеми з міліцією. У листопаді 2012 року він опинився у важкому стані в лікарні після побиття битами. Йому пропонували допомогу та на деякий час він переїхав до Львову, проте зрештою повернувся до Сніжного, де і продовжував жити та сильно пив.